# Георг Карл I Август Лудвиг фон Лайнинген-Вестербург
Георг Карл I Август Лудвиг фон Лайнинген-Вестербург (на немски: Georg Karl I August Ludwig zu Leiningen-Westerburg; * 17 февруари 1717; † 19 март 1787 в Грюнщат) е граф на Лайнинген-Вестербург в Нойлайнинген.
Той е син на граф Георг II Карл Рудолф фон Лайнинген-Вестербург (1666 – 1726) и третата му съпруга графиня Маргарета Христиана Августа фон Гилдевнльов-Данескийолд-Лаурвиг (1694 – 1761). Брат е на Георг Ернст Лудвиг (1718 – 1765) и Фердинанд Полексиус Хайнрих (1720 – 1789) и полубрат на Георг Вилко Фридрих (1699 – 1718 в Париж).
Граф Карл I продава през 1767 г. частта на Лайнингите в Нойлайнинген на епископа на Вормс Йохан IX Филип фон Валдердорф 
Георг Карл I Август Лудвиг умира на 19 март 1787 г. в Грюнщат, Бад Дюркхайм на 70 години и е погребан в църквата Св. Мартин, гробното место на фамилията Лайнинген-Вестербург.

## Фамилия
Георг Карл I Август Лудвиг се жени на 7 май 1741 г. във Филипсайх при Драйайх за графиня Йохана Елизабет Амалия фон Изенбург-Бюдинген-Филипсайх (* 19 март 1720 в Тиргартен, Франкония; † 29 декември 1780 във Вестербург), дъщеря на граф генерал Вилхелм Мориц II фон Изенбург-Бюдинген-Филипсайх (1688 – 1772) и първата му съпруга бургграфиня и графиня Амалия Луиза цу Дона (1680 – 1723). Те имат децата:
- Фридрих Вилхелм Георг Карл Лудвиг (1745 – 1764)
- Карл II Густав Райнхард Валдемар (1747 – 1798), граф на Лайнинген-Вестербург в Нойлайнинген, женен на 18 юли 1766 г. за Филипина Августа, вилд- и Рейнграфиня цу Грумбах, графиня цу Салм (1737 – 1792)
- Вилхелм Карл Август (1750 – 1754)
- Хайнрих Ернст Лудвиг (1752 – 1799)
- Христиан Лудвиг (1758 – 1793), убит
- Георг Маркус Август (1761 – 1762)
- Елизабет (* 1748)
- Маргарета Луиза София Амалия (1754 – 1755)